# 이항구
이항구(李恒九, 1881년 8월 21일 혹은 10월 12일 ~ 1945년 3월 6일)는 대한제국의 관료이자 일제강점기의 조선귀족이다. 조선 말기의 정치인 이완용과 조씨의 차남이며 1924년 2월 11일 일본 기원절을 맞아 남작 작위를 받았다. 그의 수작은 이왕직에서의 공로와 이완용이 왕세자 가례에 특별히 공헌한 공로가 고려되어 이루어졌다.
1911년부터 이왕직 사무관이 되어 이왕직청에서 근무했다. 관직은 이왕직 차관에 이르렀으며 1945년 광복 직전에 풍사병, 급성 폐렴 등의 합병증으로 사망했다. 호는 우당(又堂), 본관은 우봉이다.

## 생애
1881년 8월 21일 혹은 10월 12일에 태어났으며 이완용의 둘째 아들이다. 형 이승구가 후사가 없어 후일 자신의 아들 이병길을 형 이승구의 양자로 보냈다. 한성부에서 태어나 일찍부터 근대식 교육을 받았다. 1899년(광무 2) 4월 14일 관직에 올라 사직참봉(任社稷參奉) 판임관 팔등(判任官八等)에 임명되었으나 다음날 의원면직하였다. 1905년 6월 15일 일본공사관 3등 참서관이 되었다가 1906년 1월 19일 6품으로 승진, 안릉비각의 영건 표석을 세울 때 참여하였고, 1월 23일 정3품으로 승진했다. 9월 6일 비서감승(祕書監丞) 주임관 3등 6급(奏任三等六級)에 임명되었으나 곧 의원면직하였다.
1907년 3월 20일 봉상사부제조(奉常司副提調) 주임관 3등(奏任三等) 4월 20일 종2품으로 승진, 태조고황제수식비를 고칠 때 별단으로 참여하였다. 그해 7월 23일 다시 비서감승이 되었다가 9월 16일 겸임 장례원 장예(兼任掌禮院掌禮)에 임명되고, 그해 가의대부로 승진했다.
1911년 이왕직 사무관이 되었다. 1911년 12월 5일 이왕직 사무관 고등관 3등(高等官三等)에 서임됐다. 그는 일설에 1913년 한국 최초로 인명 상해 교통 사고를 일으킨 사람이라는 설이 있다.
한일합방 조약 이후에도 1918년 이왕직 의식과장 등을 지냈고, 1932년 이왕직 차관으로 승격되었다가 장관까지 역임했다. 《고종실록》을 편찬할 때는 일본인 편찬위원장 밑에서 편찬위원회 부위원장을 맡기도 했다. 1935년 총독부가 편찬한 《조선공로자명감》에 조선인 공로자 353명 중 한 명으로 아버지 이완용과 함께 수록되어 있다. 1920년 조선잠사협회(朝鮮蠶絲協會)가 조직되자 부회두에 임명됐다. 1924년 2월 11일 일본 기원절을 맞아 남작 작위를 받았다. 아버지 이완용의 작위와는 별도의 수여였다. 1933년 9월 10일 경성부 장곡정 1정목, 경성부청사 앞 건물에서 조직한 조선잠사협회 부회두로 재선출됐다. 1940년 3월 10일 이왕직 장관에 임명되고 고등관 1등에 서임되었다.
1918년 4월 9일 이왕직 의예식과장, 1920년 10월 30일 이왕직 예식과장(禮式課長)이 되었다.1921년 6월 22일 이왕직청 찬시(贊侍)가 되고 고등관 2등(高等官二等)에 서임되었으며 이왕직청 장시사(掌侍司)에서 근무했다.
아버지 이완용은 현금 부자로 사채업자들에게 돈을 빌려주고 이익을 얻으며 부를 축적했으며, 아들 이항구도 조선에서 현금으로는 제일이라는 평가를 받기도 했다. 젊었을 때부터 놀기 좋아하고 술 잘 먹는 호방한 성격이었다는 인물평이 남아 있다. 1932년 7월 1일 이왕직 차관을 역임했으며 1942년 칙임관대우로 승급했다. 풍사(風邪)병을 앓았으며 급성 폐렴 등의 합병증으로 1945년 3월 6일 경성부 종로구 옥인동 1번지 자택에서 사망했다. 그의 작위는 차남 이병주가 습작했다.

### 사후
시신은 서울 박문사에서 영결식을 진행한 뒤, 바로 전라북도 익산군 낭산면 낭산리로 운구되어 매장됐다. 1945년 8월 10일 일본의 패전 후 조선은 독립했고, 그의 작위를 세습한 아들 이병주는 반민특위에 제소되었다. 아들 이병주는 1962년 일본 국적을 취득하고 1983년 4월 27일 대한민국 국적을 상실했다.
2002년 발표된 친일파 708인 명단과 2008년 민족문제연구소에서 친일인명사전에 수록하기 위해 정리한 친일인명사전 수록예정자 명단, 2009년 친일반민족행위진상규명위원회가 발표한 친일반민족행위 705인 명단에 선정되었다. 세 명단에는 아버지 이완용과 일찍 사망한 형 이승구의 양자로 입적되어 이완용의 후작 작위를 습작 받은 아들 이병길이 포함되어 있다.

## 가족 관계
| 흥선대원군 (興宣大院君) (운현궁 가계도) | 흥선대원군 (興宣大院君) (운현궁 가계도) | 흥선대원군 (興宣大院君) (운현궁 가계도) | 흥선대원군 (興宣大院君) (운현궁 가계도) | 흥선대원군 (興宣大院君) (운현궁 가계도) | 흥선대원군 (興宣大院君) (운현궁 가계도) |                 |                 |                 |                 |                 |                 |                 |                 |                                      |                                      |                                      |                                      | 이호준 (李鎬俊)                      | 이호준 (李鎬俊)                      | 이호준 (李鎬俊) | 이호준 (李鎬俊) | 이호준 (李鎬俊) | 이호준 (李鎬俊) |                                                                     |                                                                     |                                                                     |                                                                     |                                                                     |                                                                     |  |  |                 |                 |                 |                 |                 |                 |                 |                 |                 |                 |                 |                 | 조병익 (趙秉翼) | 조병익 (趙秉翼) | 조병익 (趙秉翼) | 조병익 (趙秉翼) | 조병익 (趙秉翼) | 조병익 (趙秉翼) |                 |                 |                 |                 |                 |                 |  |  |  |  |  |  |  |  |  |  |  |  |  |  |  |  |
| 흥선대원군 (興宣大院君) (운현궁 가계도) | 흥선대원군 (興宣大院君) (운현궁 가계도) | 흥선대원군 (興宣大院君) (운현궁 가계도) | 흥선대원군 (興宣大院君) (운현궁 가계도) | 흥선대원군 (興宣大院君) (운현궁 가계도) | 흥선대원군 (興宣大院君) (운현궁 가계도) |                 |                 |                 |                 |                 |                 |                 |                 |                                      |                                      |                                      |                                      | 이호준 (李鎬俊)                      | 이호준 (李鎬俊)                      | 이호준 (李鎬俊) | 이호준 (李鎬俊) | 이호준 (李鎬俊) | 이호준 (李鎬俊) |                                                                     |                                                                     |                                                                     |                                                                     |                                                                     |                                                                     |  |  |                 |                 |                 |                 |                 |                 |                 |                 |                 |                 |                 |                 | 조병익 (趙秉翼) | 조병익 (趙秉翼) | 조병익 (趙秉翼) | 조병익 (趙秉翼) | 조병익 (趙秉翼) | 조병익 (趙秉翼) |                 |                 |                 |                 |                 |                 |  |  |  |  |  |  |  |  |  |  |  |  |  |  |  |  |
|                                         |                                         |                                         |                                         |                                         |                                         |                 |                 |                 |                 |                 |                 |                 |                 |                                      |                                      |                                      |                                      |                                      |                                      |                 |                 |                 |                 |                                                                     |                                                                     |                                                                     |                                                                     |                                                                     |                                                                     |  |  |                 |                 |                 |                 |                 |                 |                 |                 |                 |                 |                 |                 |                 |                 |                 |                 |                 |                 |                 |                 |                 |                 |                 |                 |  |  |  |  |  |  |  |  |  |  |  |  |  |  |  |  |
| 이씨(李氏)                              | 이씨(李氏)                              | 이씨(李氏)                              | 이씨(李氏)                              | 이씨(李氏)                              | 이씨(李氏)                              |                 |                 |                 |                 |                 |                 | 이윤용 (李允用) | 이윤용 (李允用) | 이윤용 (李允用)                      | 이윤용 (李允用)                      | 이윤용 (李允用)                      | 이윤용 (李允用)                      |                                      |                                      |                 |                 |                 |                 | 이완용 (李完用) 이호석(李鎬奭)의 차남으로 출생 이호준의 아들로 입적 | 이완용 (李完用) 이호석(李鎬奭)의 차남으로 출생 이호준의 아들로 입적 | 이완용 (李完用) 이호석(李鎬奭)의 차남으로 출생 이호준의 아들로 입적 | 이완용 (李完用) 이호석(李鎬奭)의 차남으로 출생 이호준의 아들로 입적 | 이완용 (李完用) 이호석(李鎬奭)의 차남으로 출생 이호준의 아들로 입적 | 이완용 (李完用) 이호석(李鎬奭)의 차남으로 출생 이호준의 아들로 입적 |  |  |                 |                 |                 |                 | 조씨(趙氏)      | 조씨(趙氏)      | 조씨(趙氏)      | 조씨(趙氏)      | 조씨(趙氏)      | 조씨(趙氏)      |                 |                 |                 |                 |                 |                 |                 |                 | 조민희 (趙民熙) | 조민희 (趙民熙) | 조민희 (趙民熙) | 조민희 (趙民熙) | 조민희 (趙民熙) | 조민희 (趙民熙) |  |  |  |  |  |  |  |  |  |  |  |  |  |  |  |  |
| 이씨(李氏)                              | 이씨(李氏)                              | 이씨(李氏)                              | 이씨(李氏)                              | 이씨(李氏)                              | 이씨(李氏)                              |                 |                 |                 |                 |                 |                 | 이윤용 (李允用) | 이윤용 (李允用) | 이윤용 (李允用)                      | 이윤용 (李允用)                      | 이윤용 (李允用)                      | 이윤용 (李允用)                      |                                      |                                      |                 |                 |                 |                 | 이완용 (李完用) 이호석(李鎬奭)의 차남으로 출생 이호준의 아들로 입적 | 이완용 (李完用) 이호석(李鎬奭)의 차남으로 출생 이호준의 아들로 입적 | 이완용 (李完用) 이호석(李鎬奭)의 차남으로 출생 이호준의 아들로 입적 | 이완용 (李完用) 이호석(李鎬奭)의 차남으로 출생 이호준의 아들로 입적 | 이완용 (李完用) 이호석(李鎬奭)의 차남으로 출생 이호준의 아들로 입적 | 이완용 (李完用) 이호석(李鎬奭)의 차남으로 출생 이호준의 아들로 입적 |  |  |                 |                 |                 |                 | 조씨(趙氏)      | 조씨(趙氏)      | 조씨(趙氏)      | 조씨(趙氏)      | 조씨(趙氏)      | 조씨(趙氏)      |                 |                 |                 |                 |                 |                 |                 |                 | 조민희 (趙民熙) | 조민희 (趙民熙) | 조민희 (趙民熙) | 조민희 (趙民熙) | 조민희 (趙民熙) | 조민희 (趙民熙) |  |  |  |  |  |  |  |  |  |  |  |  |  |  |  |  |
|                                         |                                         |                                         |                                         |                                         |                                         |                 |                 |                 |                 |                 |                 |                 |                 |                                      |                                      |                                      |                                      |                                      |                                      |                 |                 |                 |                 |                                                                     |                                                                     |                                                                     |                                                                     |                                                                     |                                                                     |  |  |                 |                 |                 |                 |                 |                 |                 |                 |                 |                 |                 |                 |                 |                 |                 |                 |                 |                 |                 |                 |                 |                 |                 |                 |  |  |  |  |  |  |  |  |  |  |  |  |  |  |  |  |
|                                         |                                         |                                         |                                         |                                         |                                         |                 |                 |                 |                 |                 |                 |                 |                 |                                      |                                      |                                      |                                      |                                      |                                      |                 |                 |                 |                 |                                                                     |                                                                     |                                                                     |                                                                     |                                                                     |                                                                     |  |  |                 |                 |                 |                 |                 |                 |                 |                 |                 |                 |                 |                 |                 |                 |                 |                 |                 |                 |                 |                 |                 |                 |                 |                 |  |  |  |  |  |  |  |  |  |  |  |  |  |  |  |  |
|                                         |                                         |                                         |                                         |                                         |                                         | 이명구 (李明九) | 이명구 (李明九) | 이명구 (李明九) | 이명구 (李明九) | 이명구 (李明九) | 이명구 (李明九) |                 |                 |                                      |                                      | 이승구 (李升九)                      | 이승구 (李升九)                      | 이승구 (李升九)                      | 이승구 (李升九)                      | 이승구 (李升九) | 이승구 (李升九) |                 |                 | 임걸귀                                                              | 임걸귀                                                              | 임걸귀                                                              | 임걸귀                                                              | 임걸귀                                                              | 임걸귀                                                              |  |  |                 |                 | 이항구 (李恒九) | 이항구 (李恒九) | 이항구 (李恒九) | 이항구 (李恒九) | 이항구 (李恒九) | 이항구 (李恒九) |                 |                 | 김진구 (金鎭九) | 김진구 (金鎭九) | 김진구 (金鎭九) | 김진구 (金鎭九) | 김진구 (金鎭九) | 김진구 (金鎭九) |                 |                 | 조중수 (趙重壽) | 조중수 (趙重壽) | 조중수 (趙重壽) | 조중수 (趙重壽) | 조중수 (趙重壽) | 조중수 (趙重壽) |  |  |  |  |  |  |  |  |  |  |  |  |  |  |  |  |
|                                         |                                         |                                         |                                         |                                         |                                         | 이명구 (李明九) | 이명구 (李明九) | 이명구 (李明九) | 이명구 (李明九) | 이명구 (李明九) | 이명구 (李明九) |                 |                 |                                      |                                      | 이승구 (李升九)                      | 이승구 (李升九)                      | 이승구 (李升九)                      | 이승구 (李升九)                      | 이승구 (李升九) | 이승구 (李升九) |                 |                 | 임걸귀                                                              | 임걸귀                                                              | 임걸귀                                                              | 임걸귀                                                              | 임걸귀                                                              | 임걸귀                                                              |  |  |                 |                 | 이항구 (李恒九) | 이항구 (李恒九) | 이항구 (李恒九) | 이항구 (李恒九) | 이항구 (李恒九) | 이항구 (李恒九) |                 |                 | 김진구 (金鎭九) | 김진구 (金鎭九) | 김진구 (金鎭九) | 김진구 (金鎭九) | 김진구 (金鎭九) | 김진구 (金鎭九) |                 |                 | 조중수 (趙重壽) | 조중수 (趙重壽) | 조중수 (趙重壽) | 조중수 (趙重壽) | 조중수 (趙重壽) | 조중수 (趙重壽) |  |  |  |  |  |  |  |  |  |  |  |  |  |  |  |  |
|                                         |                                         |                                         |                                         |                                         |                                         |                 |                 |                 |                 |                 |                 |                 |                 |                                      |                                      |                                      |                                      |                                      |                                      |                 |                 |                 |                 |                                                                     |                                                                     |                                                                     |                                                                     |                                                                     |                                                                     |  |  |                 |                 |                 |                 |                 |                 |                 |                 |                 |                 |                 |                 |                 |                 |                 |                 |                 |                 |                 |                 |                 |                 |                 |                 |  |  |  |  |  |  |  |  |  |  |  |  |  |  |  |  |
|                                         |                                         |                                         |                                         |                                         |                                         |                 |                 |                 |                 |                 |                 |                 |                 |                                      |                                      |                                      |                                      |                                      |                                      |                 |                 |                 |                 |                                                                     |                                                                     |                                                                     |                                                                     |                                                                     |                                                                     |  |  |                 |                 |                 |                 |                 |                 |                 |                 |                 |                 |                 |                 |                 |                 |                 |                 |                 |                 |                 |                 |                 |                 |                 |                 |  |  |  |  |  |  |  |  |  |  |  |  |  |  |  |  |
|                                         |                                         |                                         |                                         |                                         |                                         | 이병태 (李丙台) | 이병태 (李丙台) | 이병태 (李丙台) | 이병태 (李丙台) | 이병태 (李丙台) | 이병태 (李丙台) |                 |                 | 이병길 (李丙吉) 이승구의 아들로 입적 | 이병길 (李丙吉) 이승구의 아들로 입적 | 이병길 (李丙吉) 이승구의 아들로 입적 | 이병길 (李丙吉) 이승구의 아들로 입적 | 이병길 (李丙吉) 이승구의 아들로 입적 | 이병길 (李丙吉) 이승구의 아들로 입적 |                 |                 | 이병희 (李丙喜) | 이병희 (李丙喜) | 이병희 (李丙喜)                                                     | 이병희 (李丙喜)                                                     | 이병희 (李丙喜)                                                     | 이병희 (李丙喜)                                                     |                                                                     |                                                                     |  |  | 이병주 (李丙周) | 이병주 (李丙周) | 이병주 (李丙周) | 이병주 (李丙周) | 이병주 (李丙周) | 이병주 (李丙周) |                 |                 | 이병철 (李丙喆) | 이병철 (李丙喆) | 이병철 (李丙喆) | 이병철 (李丙喆) | 이병철 (李丙喆) | 이병철 (李丙喆) |                 |                 | 이병오 (李丙吾) | 이병오 (李丙吾) | 이병오 (李丙吾) | 이병오 (李丙吾) | 이병오 (李丙吾) | 이병오 (李丙吾) |                 |                 |  |  |  |  |  |  |  |  |  |  |  |  |  |  |  |  |

부인 김진구는 1933년 11월 13일 경성부 옥인동 자택에서 사망했다. 이후 그의 재혼 여부는 기록이 없어 알수 없다. 김진구의 사망 기사는 1933년 11월 16일자 조선중앙일보에, 영결식은 1933년 11월 1 8일자 조선신문에 보도되었다.
- 아버지 : 이완용(李完用, 1858년 7월 17일(음력 6월 7일)~1926년 2월 12일)
- 어머니 : 조씨
  - 형 이승구(李升九, 1879년? - 1905년)
  - 형수 임걸귀
- 부인 안동 김씨 김진구(金鎭九, ? - 1933년 11월 13일), 김문규(金文圭)의 딸
  - 차남 이병주(李丙周, 東京 學習院高等科 졸업, 종5위(從5位)를 수여받음), 1962년 일본 국적을 취득
  - 3남 이병철(李丙喆, 東京 學習院中等科 졸업)
  - 장녀 이병오(李丙吾, 東京女子實踐學校)
  - 장남 이병길(李丙吉, 형 이승구(李升九)의 양자가 됨, 일본 궁내성 식부직(宮內省 式部職)을 역임)
  - 며느리 이병전(李丙田, 전주이씨(全州李氏) 이인영(李仁榮)의 장녀)

## 기타
그는 스포츠를 즐겼는데 취미로는 야구, 당구, 테니스 등이었다. 그의 사람됨됨이에 대해 재주가 많고 시간을 헛되이 쓰지 않는다, 연구심이 왕성하여 국내외의 신간도서, 신문, 잡지 등을 탐독한다는 평이 있다. 또한 식견이 부족하고 주색을 즐기는 다른 귀족, 명문가 자녀들과는 다르게, 절제심이 강하고 단정하다, 책임감이 강하다는 인물평도 있다.

## 참고 자료
- 이항구(李恒九) - 국사편찬위원회